# Homa Bay Airport
Homa Bay Airport är en flygplats i Kenya.   Den ligger i länet Homa Bay, i den västra delen av landet, 270 km väster om huvudstaden Nairobi. Homa Bay Airport ligger 1 294 meter över havet.
Terrängen runt Homa Bay Airport är huvudsakligen platt, men västerut är den kuperad. Runt Homa Bay Airport är det tätbefolkat, med 276 invånare per kvadratkilometer. Närmaste större samhälle är Homa Bay, 7,1 km norr om Homa Bay Airport. Omgivningarna runt Homa Bay Airport är en mosaik av jordbruksmark och naturlig växtlighet.